# بازسازی (فیلم ۱۹۷۰)
بازسازی (به یونانی Αναπαράσταση یا Anaparastasi) یک فیلم هنری مستقل سیاه و سفید دراماتیک یونانی به کارگردانی تئو آنگلوپولوس است که در سال ۱۹۷۰ ساخته شده‌است. این اولین فیلم سینمایی بلند این کارگردان است. در حالی که این فیلم بر اساس اتفاقات واقعی است، اما معنای فیلم از این اتفاقات فراتر رفته و اسطوره های باستانی آترئوس و کلوتایمنسترا را یادآوری می‌کند.
در سال ۱۹۸۶ انجمن منتقدان فیلم یونان این فیلم را به عنوان سومین فیلم برتر تاریخ سینمای یونان معرفی کرد.

## خلاصه داستان
در دهکده‌ای دورافتاده در اپیروس ، زنی شوهرش را که تازه از آلمان که برای کار به آنجا رفته‌بود، با همدستی معشوقش به قتل می‌رساند. این جنایت در هیچ کجای فیلم نمایش داده نمی‌شود. شخصیت‌های اصلی (قاضی، پلیس، روزنامه‌نگار) سعی می کنند اتفاقی را که از دست آنها فرار می کند، بازسازی و درک کنند.

## اطلاعات فنی
- عنوان: Αναπαράσταση ( آناپاراستاسی)
- کارگردان: تئو آنگلوپولوس
- فیلمنامه: تئو آنگلوپولوس ، استراتیس کاراس و تاناسیس والتینوس
- فیلمبرداری: گئورگوس آروانیتیس
- دپارتمان هنری: مایکس کاراپی پریس
- صدا: Thanassis Arvanitis
- تدوین: تاکیس داولوپولوس
- مدیر تولید: کریستوس پاپایانوپولوس
- کشور سازنده: یونان
- قالب: سیاه و سفید - مونو - ۳۵ میلی متر
- ژانر: درام
- مدت زمان: ۱۰۰ دقیقه
- تاریخ انتشار: ۲۴ سپتامبر ۱۹۷۰ (جشنواره فیلم تسالونیکی سینمای یونان)

## بازیگران
- تولا استاتوپولو : النی گوسیس
- یانیس توتسیکااس: شکارچی هریستوس گیکاس
- Thanos Grammenos: برادر النی
- پتروس هوداس: بازرس
- میهالیس فوتوپولوس: شوهر النی کوستاس گوسیس
- یانیس بالاسکاس: افسر پلیس
- Nicos Alevras: دستیار بازرس
- Alekos Alexiou: افسر پلیس
- تئو آنجلوپولوس، کریستوس پالیاننوپولوس، تلیس سامانداس ، پانوس پاپادوپولوس ، آدونیس لیکورسیس ، جورگوس آروانیتس ، مرسولا کپسالی: روزنامه نگاران

## جوایز
در جشنواره فیلم تسالونیکی سینمای یونان در سال ۱۹۷۰ جوایز بهترین فیلم، بهترین کارگردانی، بهترین بازیگر نقش مکمل زن و بهترین فیلمبرداری و همچنین بهترین فیلم خارجی جشنوارهٔ Hyères به این فیلم اهدا شد. و در بیست‌ویکمین جشنوارهٔ فیلم برلین، فدراسیون بین‌المللی منتقدان فیلم به طور ویژه از این فیلم یاد کردند و در سال ۱۹۷۱ جایزه ژرژ-سدول را برنده شد.